# Grand Palais éphémère
Grand Palais éphémère je dočasný („éphémère“ = pomíjivý) multifunkční sál v Paříži. Nachází se v 7. obvodu na Champ-de-Mars mezi École militaire a Eiffelovou věží. Byl otevřen v roce 2021 a bude demontován po letních olympijských hrách v roce 2024. Autorem stavby je architekt Jean-Michel Wilmotte.

## Historie
Grand Palais éphémère o rozloze 10 000 m2 byl pro veřejnost otevřen 12. června 2021 přibližně na tři roky. Budova byla postavena za účelem pořádání výstav a dalších kulturních akcí během rekonstrukce Grand Palais. V červenci 2021 se zde konal 10. ročník Mezinárodního fóra dřevostaveb (Forum international Bois Construction). V Grand Palais éphémère se budou během letních olympijských her 2024 konat zápasy v judu.

## Výstavba
Dřevěná konstrukce byla postavena v nákladech ve výši 40 milionů eur. Zakřivená dřevěná konstrukce byla vyrobena předem v dílně a na místě smontována. Po ukončení funkce v Paříži bude stavba rozebrána a opět sestavena na jiném místě či rozprodána. Výstavbu a správu budovy zajišťuje společnost GL Events.